# Craig Viveiros
Craig Viveiros (* Oktober 1986) ist ein britisch-portugiesischer Filmregisseur, Drehbuchautor und Fernsehproduzent. Bekannt wurde er durch Spielfilme wie Ghosted – Albtraum hinter Gittern und Last Hitman – 24 Stunden in der Hölle oder Miniserien wie Und dann gabs keines mehr oder The War of the Worlds – Krieg der Welten.

## Leben und Karriere
Der 1986 geborene Craig Viveiros begann seine berufliche Laufbahn im Alter von 19 Jahren als Camera Operator, daneben inszenierte er verschiedene preisgekrönte Kurzfilme und Werbespots, bevor er im Jahr 2011 seinen ersten eigenen Kinofilm, den Thriller Ghosted – Albtraum hinter Gittern mit John Lynch, David Schofield und Martin Compston in den Hauptrollen, realisierte. 2012 folgte mit Last Hitman – 24 Stunden in der Hölle in der Besetzung Tim Roth, Jack O’Connell und Peter Mullan ein weiterer Thriller. 2015 drehte Viveiros die dreiteilige Miniserie Und dann gabs keines mehr nach dem populären Roman von Agatha Christie, der mit zahlreichen namhaften Charakterschauspielern aufwartete, unter anderem mit Maeve Dermody, Charles Dance, Toby Stephens, Burn Gorman, Aidan Turner, Miranda Richardson  oder Sam Neill. Ein Jahr später entstand unter seiner Regie mit Rillington Place eine weitere dreiteilige Miniserie über den Frauenmörder John Christie. 2019 adaptierte und produzierte er mit The War of the Worlds – Krieg der Welten seine dritte Miniserie für die BBC, die auf H. G. Wells Roman Der Krieg der Welten basiert. In den Hauptrollen spielten in der Serie Eleanor Tomlinson, Rafe Spall, Robert Carlyle und Rupert Graves. 

## Filmografie (Auswahl)

### Als Regisseur
- 2006: StereoStep (Fernsehkurzfilm)
- 2007: Back to Back (Kurzfilm)
- 2010: The Road to Vengeance (Kurzfilm)
- 2011: Ghosted – Albtraum hinter Gittern (Ghosted)
- 2012: Last Hitman – 24 Stunden in der Hölle (The Liability)
- 2013: Der junge Inspektor Morse (Endeavour, Fernsehserie, 1 Episode)
- 2014–2015: Silent Witness (Fernsehserie, 4 Episoden)
- 2015: X Company (Fernsehserie, 2 Episoden)
- 2015: Und dann gabs keines mehr (And Then There Were None, Miniserie, 3 Episoden)
- 2016: Rillington Place – Der Böse (Rillington Place, Miniserie, 3 Episoden)
- 2017: Tin Star (Fernsehserie, 1 Episode)
- 2019: The War of the Worlds – Krieg der Welten (The War of the Worlds, Miniserie, 3 Episoden)
- 2021: The Watch (Fernsehserie, 2 Episoden)

### Als Drehbuchautor
- 2006: StereoStep (Fernsehkurzfilm)
- 2007: Back to Back (Kurzfilm)
- 2010: The Road to Vengeance (Kurzfilm)
- 2011: Ghosted – Albtraum hinter Gittern (Ghosted)

### Als Produzent
- 2007: Back to Back (Kurzfilm)
- 2011: Ghosted – Albtraum hinter Gittern (Ghosted)
- 2019: The War of the Worlds – Krieg der Welten (The War of the Worlds, Fernsehminiserie, 3 Episoden)

## Auszeichnungen
New York International Independent Film & Video Festival
- 2011: International Film Award für den New York International Independent Film & Video Festival in der Kategorie Best Director für Ghosted

Torino Film Festival
- 2011: Nominierung für den Prize of the City of Torino in der Kategorie Best Feature Film für Ghosted
- 2012: Nominierung für den Prize of the City of Torino in der Kategorie Best Feature Film für Last Hitman – 24 Stunden in der Hölle

Odesa International Film Festival
- 2013: Nominierung für den Golden Duke in der Kategorie International Competition für Last Hitman – 24 Stunden in der Hölle

Royal Television Society, UK
- 2016: Nominierung für den RTS Craft & Design Award in der Kategorie Best Director – Drama für Und dann gabs keines mehr